# Кампињи (Ер)
Кампињи (фр. Campigny) насеље је и општина у северној Француској у региону Горња Нормандија, у департману Ер која припада префектури Берне.
По подацима из 2011. године у општини је живело 1024 становника, а густина насељености је износила 95,34 становника/km². Општина се простире на површини од 10,74 km². Налази се на средњој надморској висини од 121 метар (максималној 128 m, а минималној 15 m).

## Демографија
| 1962. | 1968. | 1975. | 1982. | 1990. | 1999. | 2011. |
| ----- | ----- | ----- | ----- | ----- | ----- | ----- |
| 406   | 505   | 509   | 705   | 807   | 803   | 1.024 |

График промене броја становника у току последњих година